# Leonardo Pisculichi
Leonardo Pisculichi, född 18 januari 1984 i Buenos Aires, är en argentinsk före detta fotbollsspelare av kroatiskt härkomst. 

## Karriär
Pisculichi debuterade i Argentinos Juniors den 20 februari 2002 mot Talleres.
Den 4 januari 2006 skrev han på för det spanska fotbollslaget RCD Mallorca och stannade där i drygt 10 månader tills Al-Arabi från Qatar köpte honom för 3,6 miljoner euro.
Den 25 juli 2021 meddelade Pisculichi att han avslutade sin fotbollskarriär.